# Oeral-Kozakkenkoor

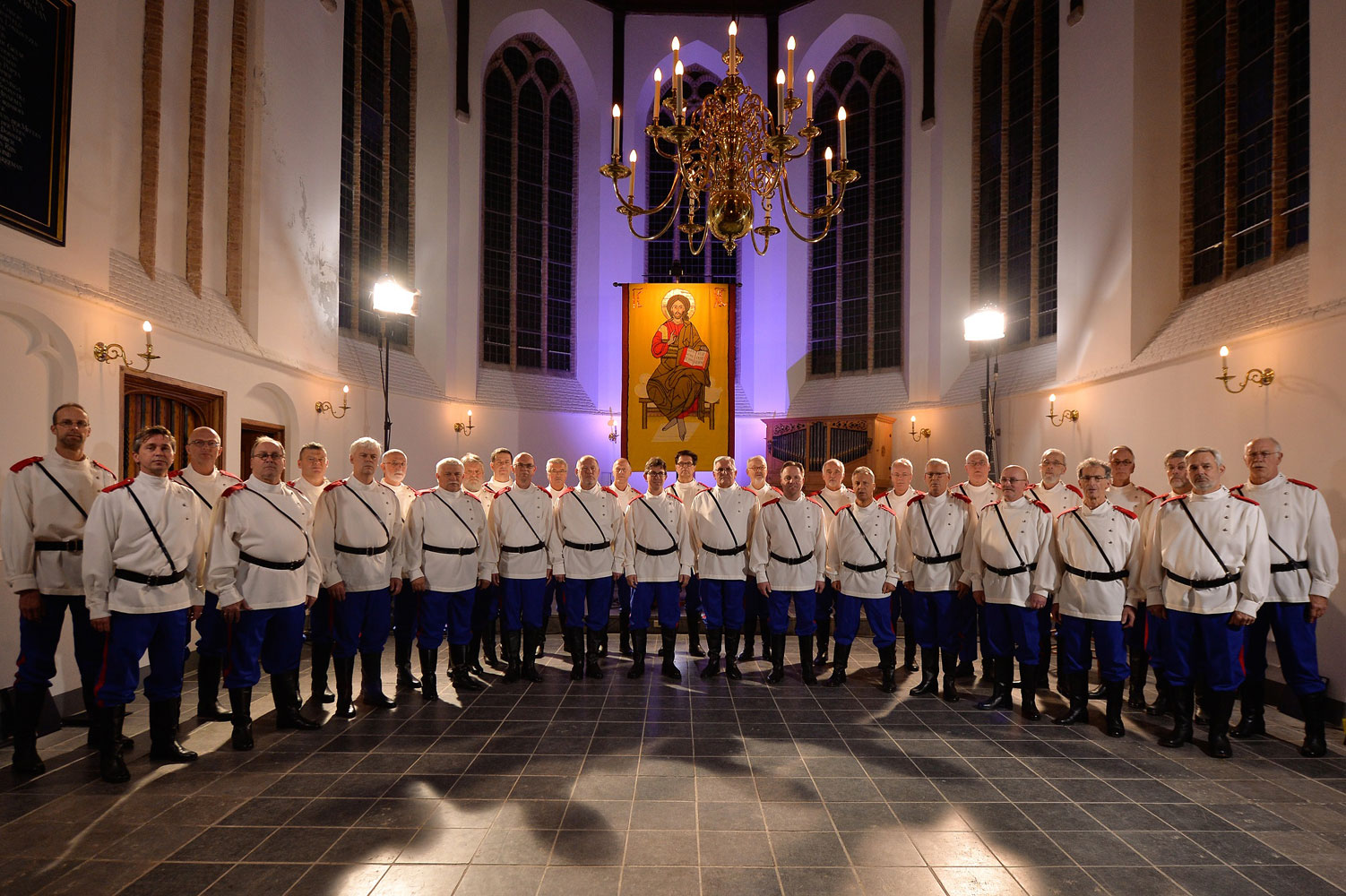
Het Nederlandse Oeral-Kozakkenkoor in 2013

Een Oeral-Kozakkenkoor is een Kozakkenkoor dat liederen zingt uit de traditie van de Oeral-Kozakken. Het voor zover bekend eerste Oeral-Kozakkenkoor in West-Europa ontstond in 1924 in Parijs, en kende door de jaren heen wisselende bezettingen en meerdere heroprichtingen. Zowel in Duitsland als in Nederland bevindt zich een Oeral-Kozakkenkoor dat claimt hiervan een voortzetting te zijn.

## Het koor van 1924
Na de Russische Revolutie in 1917 emigreerden veel Kozakken, die loyaal waren aan de Tsaar, naar Europa en de Verenigde Staten. Om de tradities in zang en dans uit de tijd van vóór de revolutie te behouden, richtte Andrej Iwanowitsch Scholuch in 1924 in Parijs het Oeral-Kozakkenkoor op. Al snel werd dit koor de belangrijkste vertegenwoordiger van het muzikale genre. Het koor zong Russische volksliederen en gezangen uit de kerkdiensten van de tsaren en trad door heel Europa op. In november 1931 startte het koor een tournee in Nederland.
Verschillende concertzalen in Nederland werden aangedaan, maar ook de Rotterdamse gevangenis werd met een bezoek vereerd. Na het uitbreken van de Tweede Wereldoorlog in 1940 raakten de leden van het koor verspreid over alle windstreken, en hield het koor op te bestaan. Het koor liet Scholuch echter niet los. Vanaf 1951 dirigeerde hij het Kozakkenkoor van de Zwarte Zee, waarmee hij overwegend kerkconcerten gaf. Rond 1956 slaagde Scholuch erin om met de oorspronkelijke leden van het Oeral-Kozakkenkoor, aangevuld met nieuwe zangers, het Oeral-Kozakkenkoor opnieuw op te richten. Het beroemdste koorlid was Ivan Rebroff. In augustus 1957 toerde het koor door Nederland. Vanwege de leeftijd van Scholuch en door vergrijzing van de meeste leden, hield het koor zijn laatste tournee in 1972 en werd het daarna opgeheven.

## Nederlandse voortzetting (vanaf 1974)
In 1974 richtte Nicolaj Romanowitz Bessalov in Den Haag een dubbel mannenkwartet op, dat zich specialiseerde in Russische zang. Bessalof was Rus van origine en oud-lid van het Don-Kozakkenkoor Serge Jaroff. Twee jaar later besloten de leden om het ensemble tot een (amateur)mannenkoor uit te bereiden, onder leiding van Frans Tetteroo. Het koor ziet zichzelf als de voortzetting van het koor van Andrej Scholuch.
Het repertoire bestond uit volksliederen zoals Avondklokken en de Twaalf Rovers, en liturgische en geestelijke gezangen. In de kersttijd zingt het koor normaal gesproken Russische en Oekraïense kerstliederen, afgewisseld met gezangen uit de Russisch-orthodoxe liturgie en folkloristische liederen. Na de Russische invasie van Oekraïne in februari 2022 stopte het koor met het zingen van Russische liederen, en zong men in plaats daarvan in het Kerkslavisch  en Oekraïens.  
Het koor was op 8 december 2019 te zien in het televisieprogramma Podium Witteman, en was te horen in twee afleveringen van de Netflix-serie Fargo, onder meer met het lied Kalinka.
Midden jaren 80 tot begin jaren 90 werd het koor tien jaar lang geleid door Marcel Verhoeff, die later het Don-Kozakkenkoor van Rusland zou gaan dirigeren. Van 1994 tot 2023 stond het uit circa 30 mannen bestaande koor onder leiding van dirigent Gregor Bak. In augustus 2023 werd het stokje overgedragen aan de van oorsprong Oekraïense dirigent Oksana Kryuchkova.

## Duitse voortzetting (vanaf 1984)

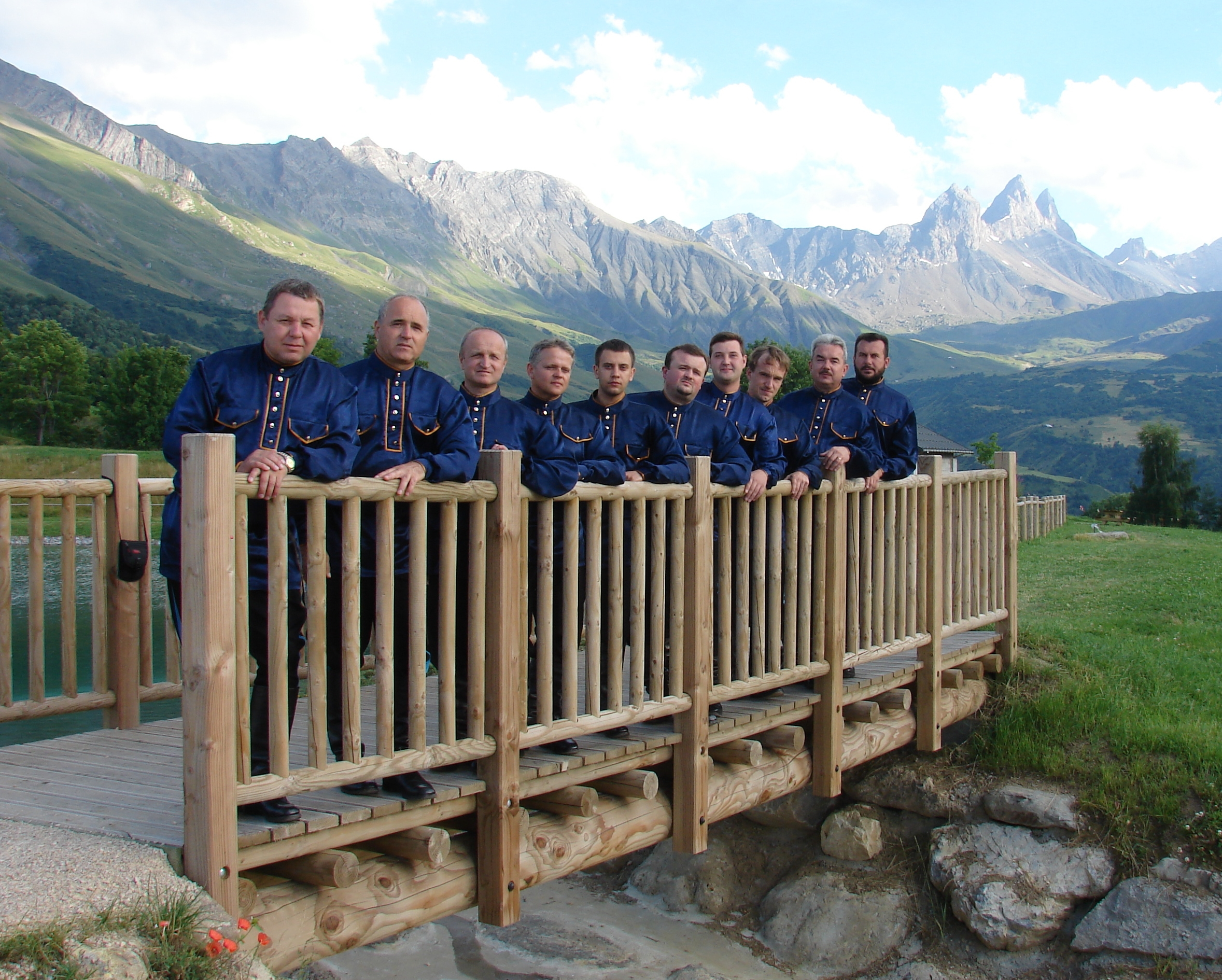
Vladimir Kozlovskyy (midden) met het koor in Oostenrijk in 2008

Michael Minsky, voormalig solist van het Don-Kozakkenkoor Serge Jaroff, stelde in Keulen een Oeral-Kozakkenkoor samen uit een aantal vroegere leden en enkele nieuwe zangers, en blies zo het koor in 1984 nieuw leven in. Hij bleef het koor leiden tot zijn dood in 1988. Minsky, die zelf in Zwolle woonde, organiseerde nog tot kort vóór zijn dood de Nederlandse viering van het duizendjarig bestaan van de Russisch-orthodoxe Kerk. In 1989 ging het koor hiervoor in Nederland op tournee.
Vier jaar na de dood van Minsky stopte het ensemble enige tijd met optreden, tot het met hulp van Wanja Scholuch, de zoon van de oprichter, in ere werd hersteld. Voor een speciaal tourprogramma van 2006 tot 2007 nam Alexander Skovitan, de zoon van zangeres Alexandra, tijdelijk de muzikale leiding van het koor over en trad op als dirigent. Toen Skovitan het koor om privéredenen moest verlaten, werd de leiding overgedragen aan Vladimir Kozlovskyy uit Oekraïne. Het Oeral-Kozakkenkoor geeft nog steeds gastoptredens door heel Europa. Ter ere van de tiende sterfdag van Ivan Rebroff toerde het in 2018 door Europa met "Herinneringen aan Ivan Rebroff". Samen met de zanger Dorothee Lotsch werd ook het programma "Songs of the Russian Soul - Memories of Alexandra" uitgevoerd.